# KV-2
KV-2 byl sovětský těžký tank a útočné dělo vyráběné v letech 1940–1941 jako druhá varianta z řady KV.
V roce 1939, kdy byl zaveden do výzbroje KV-1, byl vydán pokyn na vypracování tanku, který by mohl ničit opevněné body nepřítele. Tak vznikl KV-2. Měl stejný podvozek a korbu jako KV-1, ale dostal krabicovitou otočnou věž, ve které byla lafetována 152mm houfnice M-10T (tanková lafetace houfnice M-10). V tanku KV-2 tvořily pomocnou výzbroj dva 7,62mm kulomety DT. Nedostatkem palebné síly netrpěl, ale vysoká věž znamenala značné přetížení podvozku a vysokou siluetu. Tento tank měl i jiné nevýhody, kromě vysoké siluety a hmotnosti také nedostatečný výkon motoru (pouze 500 k, tedy 375 kW), což ještě zhoršovalo nízkou pohyblivost a rychlost zděděnou po KV-1.
Tanky KV-2 však ve významnějších počtech do boje proti Němcům nezasáhly.

## Výroba
Tanků KV-2 bylo vyrobeno 334 kusů, což je – vzhledem k jiným sovětským tankům – velmi malý počet. Všechny byly vyrobeny v letech 1940-1941 a po přemístění většiny tankových provozů za Ural byla jeho výroba ukončena. Stroj byl plánován jako podpůrný pěchotní tank pro ničení opěrných bodů nepřátelské obrany. V obranné válce, kterou Hitler vnutil Sovětskému svazu překvapivým vpádem 22. června 1941, byly tyto pomalé a neohrabané stroje, trpící řadou poruch, často opuštěny svými osádkami. Staly se snadnou kořistí postupujících Němců, kteří je opravili a používali je proti bývalým majitelům.

## Nasazení

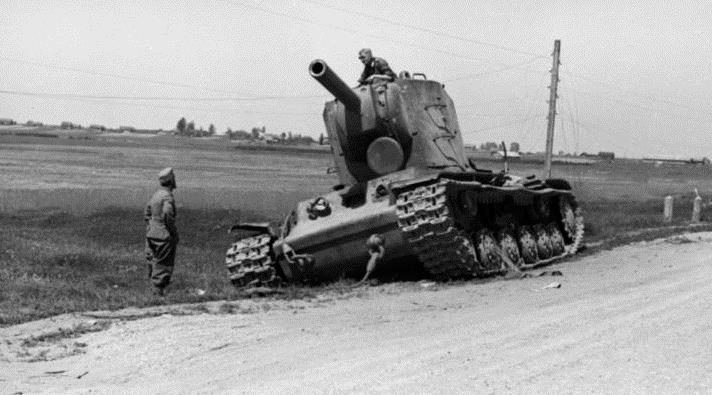
Opuštěný KV-2

KV-1 byly poprvé použity v roce 1939 v bojích v zimní válce s Finskem, ale zde se ukázalo, že stávající 76,2mm kanón je na ničení železobetonových pevnůstek nedostatečný. Proto bylo v prosinci rozhodnuto, že dojde k instalaci silnějšího děla. V roce 1940 byly nové tanky poslány do Finska, kde sice do bojů nezasáhly, ale při cvičných střelbách na finské pevnůstky byly úspěšné.
Když byl 22. června 1941 SSSR napaden nacistickým Německem, ukázalo se, že se tanky KV-1 i KV-2 nehodí pro manévrovou válku a byly téměř všechny velice snadno a rychle ztraceny v důsledku nedostatku paliva nebo častých poruch. Pokud však byly funkční, dokázaly zadržet v obranném boji postup protivníka. Pro Němce znamenalo jejich objevení se v boji šok, neboť mimo protiletadlové „osmaosmdesátky“ neměli nic, čím by prorazili pancíř těchto tanků.
Byl zaznamenán jeden případ, kdy jediný a navíc nepojízdný stroj KV-2 (nebo KV-1) v Litvě u vesničky Raisinaie držel od 23. do 25. června 1941 celou bojovou skupinu „Raus“, patřící 6. pancéřové divizi, v šachu a způsobil jí těžké ztráty na lidech, technice i zásobách.

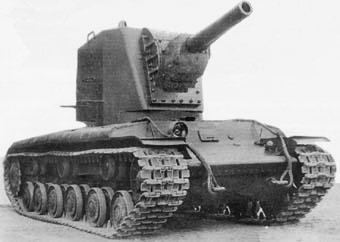
Prototyp KV-2

Adolf Hitler později při rozhovoru s finským maršálem Mannerheimem prohlásil, že kdyby před svým vpádem do Ruska věděl, kolik kvalitních tanků a v jakém počtu má SSSR, nikdy by nezaútočil.[zdroj?]
Většina tanků KV-2, která bojovala na počátku války s Německem, nebyla zničena, ale opuštěna, protože jim došlo palivo, padla za oběť uvíznutí, nebo došlo k poruše. Němci řadu těchto strojů vyprostili, opravili a začali používat pod kořistním označením Panzerkampfwagen KV-II 754 (r). Jeden z těchto pojízdných tanků byl německou propagandou využit v rámci výstavy Sovětský ráj a mimo jiné byl vystaven také v Praze. Zbylé kusy používala Rudá armáda prakticky až do konce Velké vlastenecké války.

## Varianty
- prototypy KV-2 – 4 první podvozky určené pro tank KV-1 dostaly v roce 1939 velkou experimentální věž s šikmým předím pancířem, bez kulometů, byly poslány do Finska, ale do bojů v zimní válce již nezasáhly

- výrobní verze KV-2 – vyráběná v letech 1940-1941, má sníženou krabicovitou věž, byly přidány 3 protipěchotní kulomety
- KV-2 s 107mm kanónem– později existoval prototyp KV-2 s kanónem ZiS-6 ráže 107 mm, který měl tvořit i výzbroj navrhovaných pokračování řady KV, ale projekt byl zrušen kvůli obležení Leningradu

### Jiné stroje
- SU-152 – samohybné dělo vyzbrojené 152mm houfnicí vzor 1937 (ML-20), podvozek tanku KV-1S